# 小山武夫
小山 武夫（こやま たけお、1909年7月3日 - 2003年1月1日）は、日本の新聞記者・実業家。中日新聞社相談役および中日ドラゴンズのオーナー兼球団社長を歴任した。静岡県出身。

## 来歴
1909年（明治42年）7月3日、静岡県駿東郡楊原村（現在の沼津市）で芹沢常晴の五男として出生。旧制沼津中学校を経て、1934年（昭和9年）に法政大学経済学部を卒業。
満州国通信社、同盟通信社で記者として勤務し、1944年（昭和19年）5月に応召、陸軍に入隊し歩兵第19連隊に配属される。1946年（昭和21年）5月に中部日本新聞社（現在の中日新聞社）へ入社し、東京総局政治部長などを経て、1952年（昭和27年）に『中国国民政府との講和締結会談の報道』でボーン国際記者賞を受賞する。その後、論説委員長を経て1956年（昭和31年）に取締役、1959年（昭和34年）に常務取締役論説主幹に就任した。1963年（昭和38年）、経営難のため中日新聞社との統合交渉を行っていた東京新聞社の取締役に就任。
1967年（昭和42年）に中日新聞社の与良ヱ社長が急逝した後を受けて三浦秀文が新社長に就任したが、武夫はこの時に系列のプロ野球チーム・中日ドラゴンズのオーナー兼球団社長となり1979年（昭和54年）まで両職を兼務、オーナー職は1981年（昭和56年）まで務めた。この間、1973年（昭和48年）に発生した中日スタヂアム事件による株式会社中日スタヂアム倒産の責任を取る形で本社取締役を辞任し、球団専任となっている。球団オーナーを退任した後は本社相談役へ就任した。
2003年（平成15年）1月1日、肺炎のため東京都内の病院で死去。享年95（満93歳没）。

## 家族・親族
小説家の芹沢光治良は実兄。妻は元衆議院議長で中日新聞の前身の1紙に当たる名古屋新聞を経営した小山松寿の二女・百合子。
長女・寧子の娘婿は元中日新聞社副社長の小山勇（旧姓・平賀）で、養兄（松寿の長女・小山千鶴子の夫）の小山龍三から養嗣子に迎えられている。

## 著書
- 補充兵記者（東京新聞出版局、1981年） ISBN 4-8083-0097-4
- 思い出の幾山河（中日新聞社、1986年） ISBN 4-8062-0172-3
- 私の見た中国大陸五十年-汪兆銘から鄧小平まで（行政問題研究所、1986） ISBN 4-905786-58-4